# Fathima Beevi
Fathima Beevi, née le 30 avril 1927 à Pathanamthitta (Raj britannique) et morte le 23 novembre 2023, est une magistrate et femme politique indienne.
Elle devient en 1989 la première femme juge de la Cour suprême de l'Inde et la première femme musulmane à être nommée à l'une des juridictions supérieures du pays. De 1993 à 1997, elle est membre de la Commission nationale des droits de l'homme, puis gouverneure de l'État du Tamil Nadu de 1997 à 2001.

## Biographie

### Origines et études
Fathima Beevi naît en 1927 à Pathanamthitta, dans le royaume de Travancore, devenu l'État indien du Kerala. Elle est la fille d'Annaveettil Meer Sahib et de Khadeeja Beevi, de la communauté Rowther (en),.
Elle fréquente l'école municipale et l'école secondaire catholique de Pathanamthitta et obtient un baccalauréat en chimie de l'University College de Thiruvananthapuram puis un B.L. du Government Law College de Thiruvananthapuram.

### Carrière judiciaire
Fathima Beevi s'inscrit comme avocate le 14 novembre 1950, ayant réussi l'examen du Conseil du barreau la même année. Elle commence sa carrière au plus petit échelon de la magistrature du Kerala. Elle est nommée munsif (en) dans les services judiciaires du Kerala en mai 1958. Elle est promue juge subalterne en 1968 et magistrate judiciaire en chef en 1972, puis juge de district et de session en 1974.
Elle est ensuite nommée membre du Tribunal d'appel de l'impôt sur le revenu en janvier 1980. Elle est nommée juge à la Haute Cour le 4 août 1983,.
Elle devient juge permanente de la Haute Cour le 14 mai 1984. Elle quitte cette fonction le 29 avril 1989, puis est nommée juge à la Cour suprême de l'Inde le 6 octobre de la même année, fonction qu'elle occupe jusqu'au 29 avril 1992. Elle devient alors la première femme membre de la plus haute instance judiciaire du pays,,,,,.
De 1993 à 1997, elle est membre de la Commission nationale des droits de l'homme.

### Carrière politique
Le 25 janvier 1997, Fathima Beevi devient gouverneure du Tamil Nadu,. Nommant Fathima Beevi gouverneure de cet État et l'ancien juge Sukhdev Singh Kang (en) gouverneur de celui du Kerala, le président de l'Inde Shankar Dayal Sharma déclare : « Leur expérience et leurs connaissances sur le fonctionnement de la Constitution et des lois constituent des atouts précieux ».
En tant que gouverneure (une fonction plutôt symbolique, le pouvoir exécutif dans l'État étant assumé par le ministre en chef), elle rejette les demandes de grâce déposées par les quatre prisonniers condamnés dans l'affaire de l'assassinat de l'ancien Premier ministre Rajiv Gandhi.
Comme gouverneure, elle est également chancelière de l'université de Madras. Des sources universitaires rapportent que le vice-chancelier P.T. Manoharan a quitté ses fonctions à la suite du refus qu'aurait apporté Fathima Beevi de créer un nouveau département de littérature tamoule contemporaine.

## Distinctions
Fathima Beevi a reçu le prix Mahila Shiromani (1990) et le prix Bharat Jyoti.